# ديوك كاهاناموكو

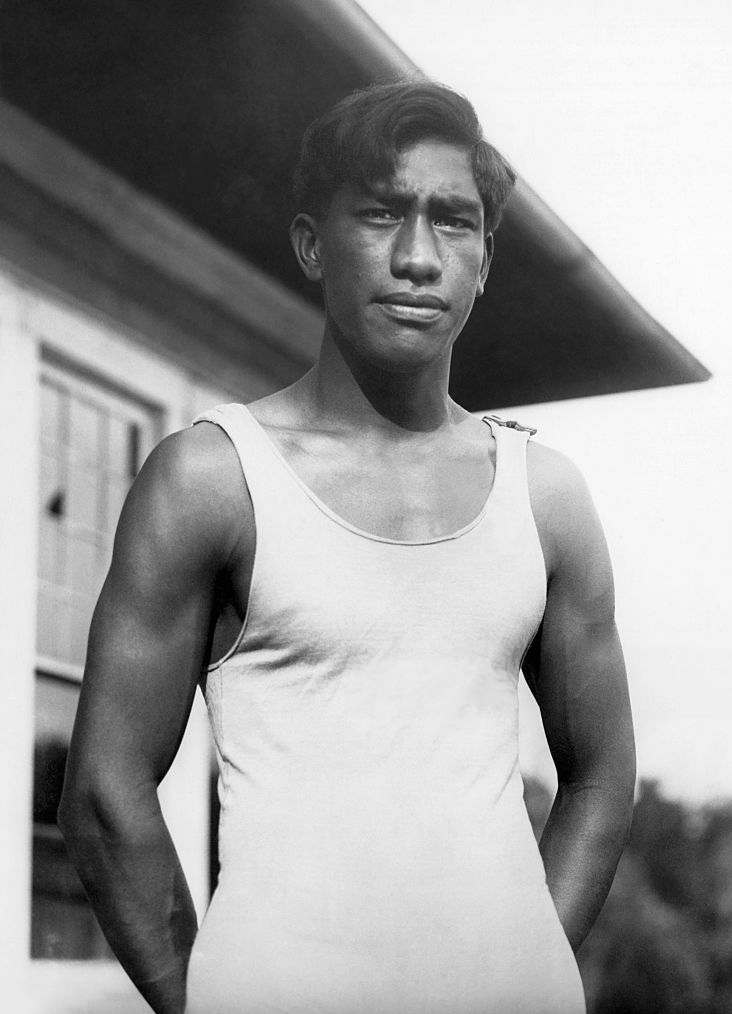
ديوك كاهاناموكو.

ديوك كاهاناموكو (Duke Kahanamoku) هو لاعب أولمبي لرياضة السباحة من الولايات المتحدة. شارك في الأولمبياد الصيفي في 1912–1924، وفاز بما مجموعه 5 ميداليات.

## الميداليات
| ذهب | فضة | برونز | المجموع |
| 3   | 2   | 0     | 5       |

## روابط خارجية
- ديوك كاهاناموكو على موقع IMDb (الإنجليزية)
- ديوك كاهاناموكو على موقع الموسوعة البريطانية (الإنجليزية)
- ديوك كاهاناموكو على موقع أول موفي (الإنجليزية)
- ديوك كاهاناموكو على موقع قاعدة بيانات الأفلام السويدية (السويدية)
- ديوك كاهاناموكو على موقع إن إن دي بي (الإنجليزية)
- ديوك كاهاناموكو على موقع قاعدة بيانات الفيلم (الإنجليزية)
- ديوك كاهاناموكو على موقع كينوبويسك (الروسية)
- ديوك كاهاناموكو على موقع الاتحاد الدولي للسباحة (الإنجليزية)
- ديوك كاهاناموكو على موقع قاعة مشاهير السباحة العالمية (الإنجليزية)
- ديوك كاهاناموكو على موقع EncyclopediaOfSurfing.com (الإنجليزية)
- ديوك كاهاناموكو على موقع اللجنة الأولمبية الدولية (الإنجليزية)
- ديوك كاهاناموكو على موقع أوليمبيديا (الإنجليزية)
- ديوك كاهاناموكو على موقع قاعة هاواي للمشاهير الرياضية (مؤرشف) (الإنجليزية)